# Toshiyuki Kuroiwa
Toshiyuki Kuroiwa (n. 27 februarie 1969, Tsumagoi⁠(d), Agatsuma district⁠(d), Prefectura Gunma, Japonia) este un patinator de viteză ce a reprezentat Japonia, medaliat olimpic. A participat la 3 ediții ale Jocurilor Olimpice (1992, 1994, 1998) în care a câștigat o medalie de argint.